# Alexis Rosenbaum
Alexis Rosenbaum (* 1969 in Paris) ist ein französischer Essayist. Er promovierte an der Universität Paris-Sorbonne nach dem Studium der Philosophie und Psychologie. Er unterrichtet derzeit am Institut Polytechnique de Paris.

## Werk
Die meisten von Rosenbaums multidisziplinären Arbeiten sind dem Begriff der Hierarchie gewidmet. L’ordre sacré („Die heilige Ordnung“), sein erstes Buch, erzählt wie hierarchische Vorstellungen die Geschichte der westlichen Philosophie beeinflussten. Rosenbaum betont die Bedeutung platonischer Traditionen und argumentiert, dass „Schichtung“ die vorherrschende Art des Vergleichs in der antiken und mittelalterlichen Philosophie sei. Er erkennt den Niedergang hierarchischer Bilder während der europäischen Renaissance an, ist jedoch der Ansicht, dass dieser Rückgang irreführend ist, da hierarchische Darstellungen seither diskreter überlebt haben. La peur de l’infériorité („Die Angst vor Minderwertigkeit“), dessen Analyse soziologischer ist, untersucht die historischen Veränderungen in den sozialen Vergleichsprozessen. Der Einfluss von Alfred Adlers Denken auf diese Arbeit ist unbestreitbar. Wegen der Erwartung des persönlichen Erfolgs, der Intensivierung des Neids und der systematischer Verwendung von sozialen Messungen, argumentiert Rosenbaum, sich die Subjekte der „post-hierarchischen“ Gesellschaften ständig gegenseitig vergleichen und anfällig für Minderwertigkeitsgefühle sind. In L’antisémitisme („Die Antisemitismus“) versucht Rosenbaum zu zeigen, wie diese allgegenwärtige soziale Eifersucht die modernen Formen des Antisemitismus umrahmt. In Mémoires vives (Lebhaften Erinnerungen) wird schließlich die Frage nach den kollektiven Komponenten von Stolz oder Demütigung angegangen. Auf der Grundlage der Theorie des sozialen Vergleichs behauptet Rosenbaum, dass die Geschichte der eigenen Gruppe eine wichtige Ressource für diejenigen sei, die ihr Selbstwertgefühl gewinnen oder wiedererlangen wollten. In diesem Buch wird die Entstehung konkurrierender Erinnerungen in multikulturellen Ländern wie Frankreich oder den Vereinigten Staaten als ein Beispiel für diese Prozesse des sozialen Vergleichs aufgefasst.

## Schriften
- L’ordre sacré : les représentations hiérarchiques en philosophie, Paris, Desclée de Brouwer, 1999
- La peur de l’infériorité : aperçus sur le régime moderne de la comparaison sociale, Paris, L’Harmattan, 2005
- L’antisémitisme, Paris, Bréal, 2006, ISBN 9782749504582
- Mémoires vives : pourquoi les communautés instrumentalisent l’Histoire, Paris, Bourin, 2007
- Dominants et dominés chez les animaux, Paris, Odile Jacob, 2015

| Personendaten    | Personendaten          |
| ---------------- | ---------------------- |
| NAME             | Rosenbaum, Alexis      |
| KURZBESCHREIBUNG | französischer Essayist |
| GEBURTSDATUM     | 1969                   |
| GEBURTSORT       | Paris                  |